# 11914 Сінакопулос
11914 Сінакопулос (11914 Sinachopoulos) — астероїд головного поясу, відкритий 2 вересня 1992 року.
Тіссеранів параметр щодо Юпітера — 3,598.